# Império do Divino Espírito Santo de Santa Luzia

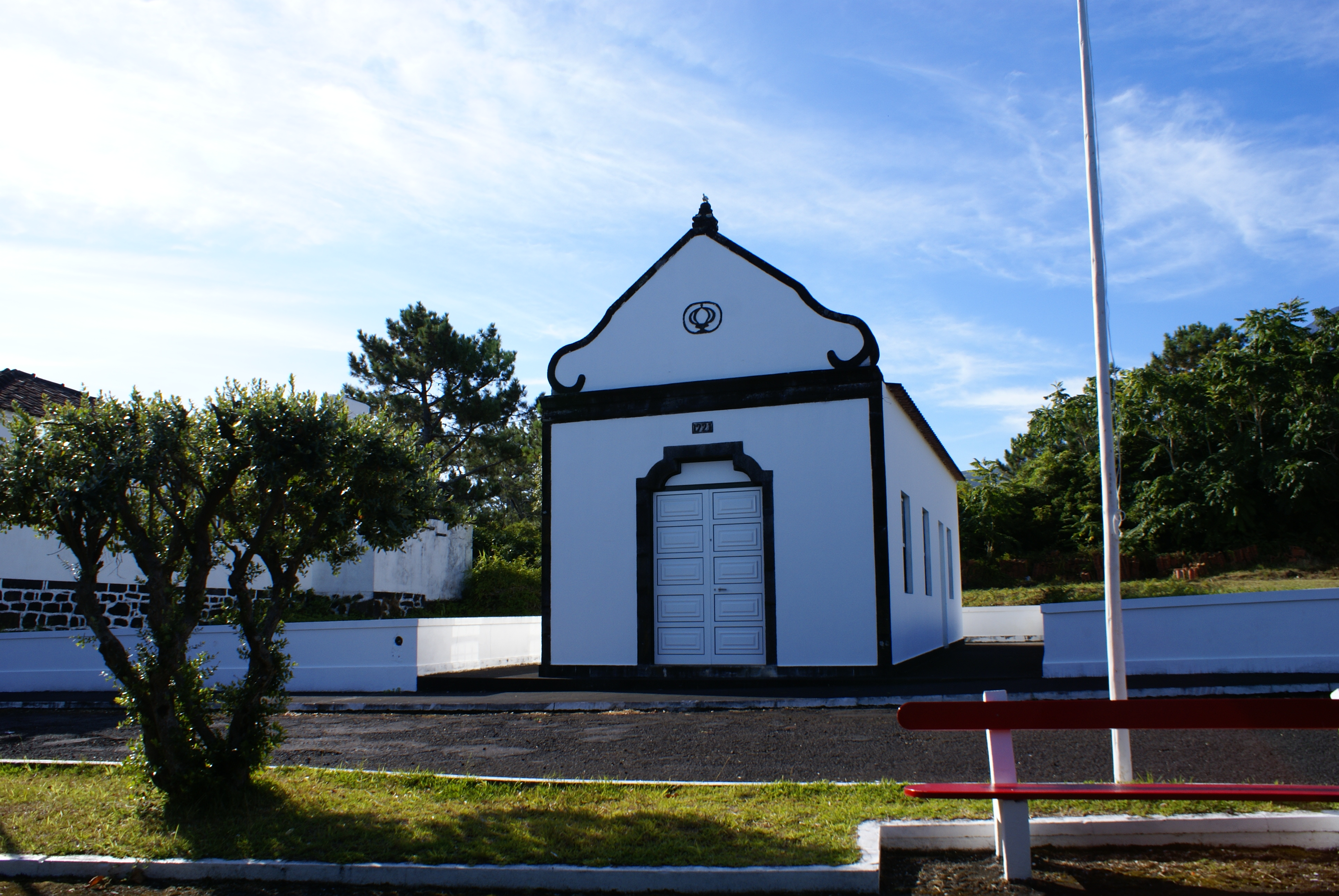
Império do Espírito Santo de Santa Luzia.

O Império do Divino Espírito Santo de Santa Luzia é um Império do Espírito Santo português que se localiza na freguesia de Santa luzia, concelho de São Roque do Pico, ilha do Pico, arquipélago dos Açores.
Este império foi fundado em 1721, data que ostenta na fachada.